# De Dion-Bouton Type AU
Der De Dion-Bouton Type AU ist ein Pkw-Modell aus der Anfangszeit des 20. Jahrhunderts. Hersteller war De Dion-Bouton aus Frankreich.

## Beschreibung
Die Zulassung durch die nationale Zulassungsbehörde erfolgte am 7. November 1906. Das Fahrzeug war eine Ergänzung zum Type AL.
Der De-Dion-Bouton-Einzylindermotor hat 100 mm Bohrung, 120 mm Hub, 942 cm³ Hubraum, war damals in Frankreich mit 8 Cheval fiscal (Steuer-PS) eingestuft und leistet etwa genauso viel PS. Er ist vorne im Fahrgestell montiert und treibt über ein Dreiganggetriebe und eine Kardanwelle die Hinterräder an. Der Wasserkühler ist direkt vor dem Motor hinter einem deutlich sichtbaren Kühlergrill. Die Hinterachse ist eine De-Dion-Achse.
Die Basis bildet ein Pressstahlrahmen. Der Radstand beträgt 1990 mm, die Spurweite 1220 mm. Eine Fahrzeuglänge von 2831 mm ist bekannt. Die Vorderräder haben zehn Speichen, die Hinterräder zwölf.
Bekannt sind Aufbauten als Phaeton.
Das Modell wurde neun Monate lang produziert. Nachfolger wurde der Type BG, der am 8. Juli 1907 seine Zulassung erhielt.
2020 wurde ein Fahrzeug angeboten.